# Bad Boy (álbum de Ringo Starr)
Bad Boy es el séptimo álbum de estudio del músico británico Ringo Starr, publicado por la compañía discográfica Polydor Records en 1978.
Tras el fracaso comercial de Ringo the 4th, publicado un año antes, e inmerso en un periodo de devaluación de su carrera musical, Ringo intentó revertir su situación grabando entre Vancouver y Bahamas un álbum de música rock con la producción de Vini Poncia, su principal colaborador en la década de 1970, y sin la presencia de celebridades musicales.
Sin embargo, el resultado comercial siguió la estela de su predecesor: Bad Boy alcanzó solo el puesto 129 de la lista estadounidense Billboard 200 y ni siquiera entró en la lista de discos más vendidos del Reino Unido. Bajo este contexto, Ringo decidió dejar de lado su carrera musical y no volvió a entrar en un estudio de grabación en tres años. 

## Grabación
La carrera musical de Ringo sufrió un progresivo declive tras finalizar su contrato con EMI y firmar con Polydor Records. La reorientación de su estilo musical hacia la música disco y el R&B en su predecesor, Ringo the 4th, empeoró aún más la escasa repercusión comercial de Starr en la década de 1970, y sirvió para que Atlantic Records, subsidiaria de Polydor en el mercado estadounidense, rescindiera su contrato con Ringo.
Con el pretexto de reconducir su carrera musical, Ringo volvió a entrar en el estudio de grabación en diciembre de 1977, pocos meses después de finalizar la grabación de Scouse the Mouse, un álbum infantil que contó con la participación de Ringo. Con fines fiscales, las sesiones de grabación de Bad Boy duraron diez días y se desarrollaron entre los Can-Base Studios de Vancouver y los Elite Recording Studios de Bahamas, sin la invitación de celebridades musicales y con la presencia de músicos de sesión acreditados con seudónimos. Durante las sesiones, Ringo grabó versiones de canciones clásicas y compuso con la colaboración de Vini Poncia dos canciones nuevas, «Who Needs a Heart» y «Ol' Time Reloving».
Además de las diez canciones publicadas en Bad Boy, Ringo grabó durante las sesiones de grabación dos temas, «Simple Life» y «I Love My Suit», para un anuncio de televisión de una empresa de trajes. Las sesiones fueron completadas a finales de diciembre de 1977, con la excepción de varias sobregrabaciones de orquesta conducidas por James Newton Howard y registradas el 8 de marzo de 1978.

## Recepción
Publicado el 21 de abril de 1978 en el Reino Unido y el 16 de junio en los Estados Unidos, Bad Boy obtuvo peores resultados comerciales y de crítica que su predecesor, Ringo the 4th. Tom Carson, de la revista Rolling Stone, lo comparó con el álbum de Wings London Town y escribió: «Hay algo descorazonador sobre el espectáculo de Starr y sus compañeros de antaño, el exceso del dinero y la fama, dando tumbos a través de movimientos de este tipo. Bad Boy es sucedáneo de basura, pero un disco como London Town de Wings es basura con pretensiones, que es peor. Al menos Ringo tiene la gracia de admitir que realmente no sabe por qué demonios se molesta. Pero no es ni siquiera simpático, y eso es realmente deprimente».
El álbum fue promocionado con la retransmisión,  el 26 de abril, de un especial de televisión titulado Ringo. Grabado en Hollywood en febrero del mismo año, el músico interpretó para el especial «Heart on My Sleeve», «Hard Times» y «A Man Like Me», incluidas en Bad Boy. Sin embargo, el álbum solo alcanzó el puesto 129 en la lista estadounidense Billboard 200 y no entró en la lista de los discos más vendidos del Reino Unido. En el mismo sentido, ninguno de los dos sencillos promocionales extraídos del álbum, «Lipstick Traces (On A Cigarette)» y «Heart On My Sleeve», entró en la lista Billboard Hot 100. 
En este contexto, Polydor Records, tras publicar tres álbumes consecutivos sin repercusión comercial en el Reino Unido, decidió rescindir su contrato con Ringo, mientras que Portrait Records canceló su contrato en 1981 durante la grabación de su siguiente trabajo, Stop and Smell the Roses. 
En 1991, Bad Boy fue publicado por primera vez en CD por Epic Records sin ningún tema extra.

## Lista de canciones
| Cara A |                                    |                                             |          |  |
| N.º    | Título                             | Escritor(es)                                | Duración |  |
| 1.     | «Who Needs A Heart»                | Richard Starkey, Vini Poncia                | 3:48     |  |
| 2.     | «Bad Boy»                          | Lil Armstrong, Avon Long                    | 3:14     |  |
| 3.     | «Lipstick Traces (On A Cigarette)» | Naomi Neville                               | 3:01     |  |
| 4.     | «Heart On My Sleeve»               | Benny Gallagher, Graham Lyle                | 3:20     |  |
| 5.     | «Where Did Our Love Go»            | Eddie Holland, Lamont Dozier, Brian Holland | 3:15     |  |

| Cara B |                          |                              |          |  |
| N.º    | Título                   | Escritor(es)                 | Duración |  |
| 6.     | «Hard Times»             | Peter Skellern               | 3:31     |  |
| 7.     | «Tonight»                | Ian McLagan, John Pidgeon    | 2:56     |  |
| 8.     | «Monkey See - Monkey Do» | Michael Franks               | 3:36     |  |
| 9.     | «Old Time Relovin'»      | Vini Poncia, Richard Starkey | 4:16     |  |
| 10.    | «A Man Like Me»          | Ruan O'Lachainn              | 3:08     |  |

## Personal
- Ringo Starr: batería y voz
- Lon "Push-A-Tone" Van Eaton: guitarra
- Git-tar: guitarra rítmica
- Diesel: bajo
- Hamish Bissonnette: sintetizadores

## Posición en listas
| País           | Lista         | Posición |
| -------------- | ------------- | -------- |
| Estados Unidos | Billboard 200 | 129      |